# Europas Grand Prix 1985

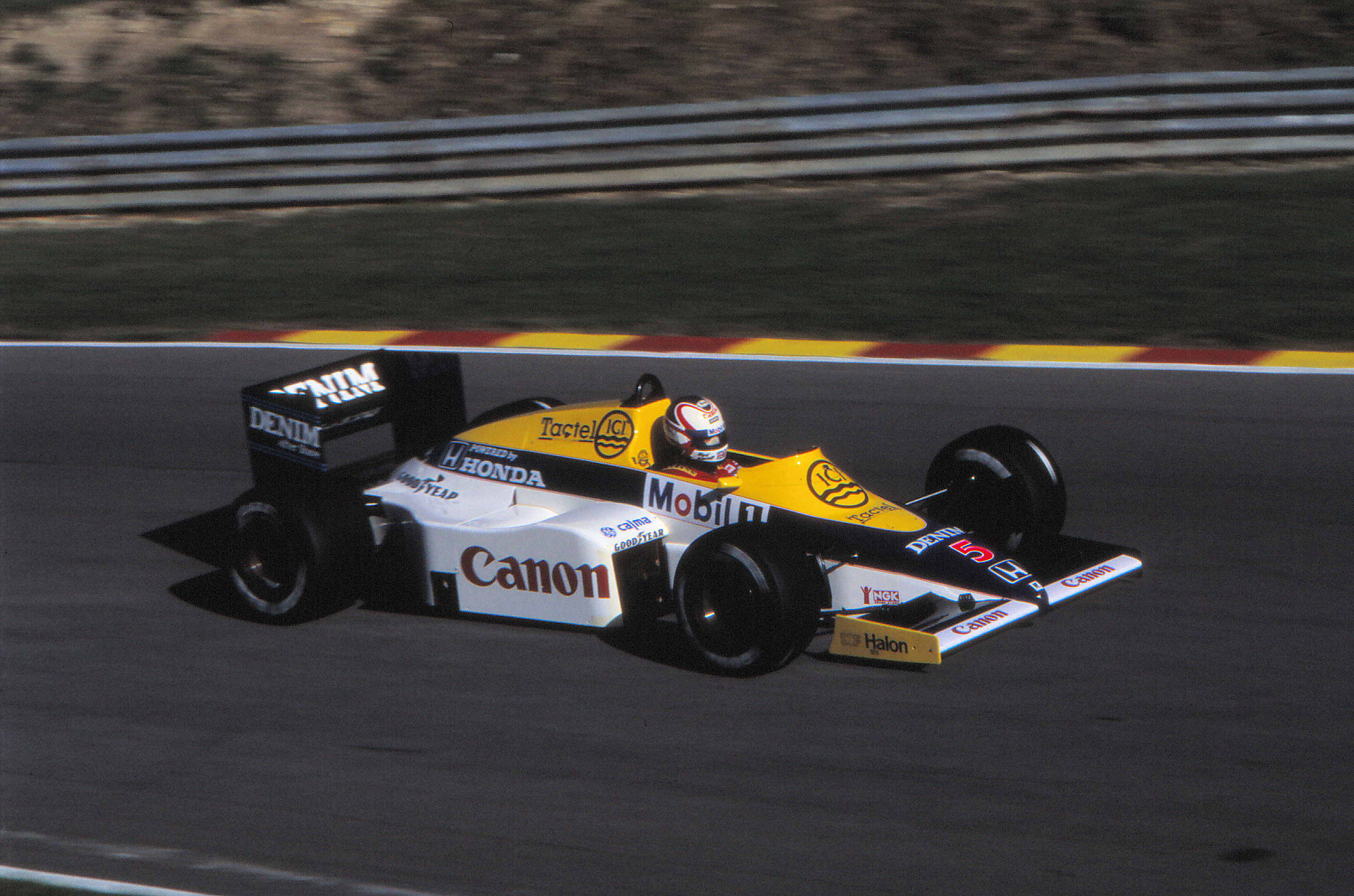
Segraren Nigel Mansell i sin Williams

Europas Grand Prix 1985 var det fjortonde av 16 lopp ingående i formel 1-VM 1985. Loppet kördes i England.

## Resultat
1. Nigel Mansell, Williams-Honda, 9 poäng
2. Ayrton Senna, Lotus-Renault, 6
3. Keke Rosberg, Williams-Honda, 4
4. Alain Prost, McLaren-TAG, 3
5. Elio de Angelis, Lotus-Renault, 2
6. Thierry Boutsen, Arrows-BMW, 1
7. John Watson, McLaren-TAG
8. Philippe Streiff, Ligier-Renault
9. Riccardo Patrese, Alfa Romeo
10. Gerhard Berger, Arrows-BMW
11. Eddie Cheever, Alfa Romeo
12. Patrick Tambay, Renault

### Förare som bröt loppet
- Marc Surer, Brabham-BMW (varv 62, turbo)
- Stefan "Lill-Lövis" Johansson, Ferrari (59, elsystem)
- Jacques Laffite, Ligier-Renault (58, motor)
- Christian Danner, Zakspeed (55, motor)
- Ivan Capelli, Tyrrell-Renault (44, olycka)
- Martin Brundle, Tyrrell-Renault (40, vattenläcka)
- Teo Fabi, Toleman-Hart (33, motor)
- Philippe Alliot, RAM-Hart (31, motor)
- Piercarlo Ghinzani, Toleman-Hart (16, motor)
- Alan Jones, Team Haas (Lola-Hart) (13, kylare)
- Michele Alboreto, Ferrari (13, turbo)
- Nelson Piquet, Brabham-BMW (6, olycka)
- Derek Warwick, Renault (4, insprutning)
- Pierluigi Martini, Minardi-Motori Moderni (3, olycka)

### Förare som ej kvalificerade sig
- Huub Rothengatter, Osella-Alfa Romeo